# Lutkepost
Lutkepost (Fries: Lytsepost) is een buurtschap in de gemeente Achtkarspelen, in de Nederlandse provincie Friesland.
De buurtschap ligt ten zuiden van Buitenpost, waar het formeel ook onder valt. De buurtschap ligt deels aan de N358, die voor een gedeelte dubbel genummerd is met de N355.
De buurtschap was tot 1945 een zelfstandig dorp. In 1388 werd de plaats vermeld als Post. Er zou dan al wel sprake zijn van twee eigen kernen gelegen bij een brug. Deze brug was niet meer dan een vastgelegen brede plank over de sloot, zo'n eenvoudige brug werd een post genoemd. De eerste vermelding van de Lutkepost is in 1472. In 1550 werd het vermeld als Luttickepost en in 1579 als Lutkepost.
Lutkepost is waarschijnlijk een net oudere nederzetting dan Buitenpost, deze zou als een satellietnederzetting ontstaan ten noorden van de brug. Op het eind van de 18e eeuw en in de 19e eeuw slonk het dorp terwijl Buitenpost juist doorgroeide. In 1840 had Lutkepost nog maar drie huizen en 17 inwoners. Desondanks was het formeel nog een dorp. In de 20ste eeuw groeide de plaats weer maar per 1945 verloor Lutkepost wel zijn dorpsstatus en werd het een buurtschap die onder Buitenpost valt.
Dorpen: Augustinusga · Boelenslaan · Buitenpost · Drogeham · Gerkesklooster · Harkema · Kootstertille · Stroobos · Surhuisterveen · Surhuizum · Twijzel · Twijzelerheide

Buurtschappen: Barghiem · Blauwhuis · Blauwverlaat · Buweklooster · Buwetille · De Kooten · De Laatste Stuiver · Dijkhuizen · Egypte · Gerben Allesverlaat · Hamsterpein · Hamshorn · Hiltjemoeiswouden · Jachtveld · Kortwoude · Kuikhorne (deels) · Lutkepost · Monniketille · Ophuis · Opperkooten · Rohel · Roodeschuur · Surhuizumer Mieden · Uitland · Vierhuizen · Westerend · Wildpad (deels) · Wildveld

Friesland: Steden en dorpen      Nederland: Provincies · Gemeenten